# Impact de Montréal 1994
Questa voce raccoglie le informazioni riguardanti l'Impact de Montréal nelle competizioni ufficiali della stagione 1994.

## Stagione
L'Impact terminò al terzo posto la stagione regolare, garantendosi per la prima volta nella sua storia l'accesso ai play-off, nonostante l'allenatore Valerio Gazzola avesse preso in carico la squadra appena un giorno prima dell'inizio del campionato. In semifinale eliminò i Los Angeles Salsa: dopo una vittoria per parte e una mini-gara senza reti, fu decisiva la serie di shoot-out. La finale venne disputata in partita unica nello stadio dell'Impact, e venne vinta dai canadesi per 1-0 contro i Colorado Foxes. A qualche giorno di distanza la prima storica vittoria di un campionato venne celebrata con una parata sulla centrale rue Sainte-Catherine della città.

## Rosa
| N. |                        | Ruolo | Calciatore         |
| -- | ---------------------- | ----- | ------------------ |
| 1  | Canada (bandiera)      | P     | Patrick Harrington |
| 2  | Canada (bandiera)      | D     | Rudy Doliscat      |
| 3  | Francia (bandiera)     | D     | Patrice Ferri      |
| 4  | Canada (bandiera)      | C     | Nick De Santis     |
| 5  | Canada (bandiera)      | D     | Enzo Concina       |
| 6  | Canada (bandiera)      | C     | Marco Rizi         |
| 7  | Canada (bandiera)      | C     | Nick Dasovic       |
| 8  | Canada (bandiera)      | C     | John Limniatis     |
| 9  | Canada (bandiera)      | A     | Grant Needham      |
| 10 | Stati Uniti (bandiera) | A     | Jean Harbor        |
| 11 | Giamaica (bandiera)    | A     | Lloyd Barker       |
| 12 | Canada (bandiera)      | D     | Patrick Diotte     |

| N. |                        | Ruolo | Calciatore         |
| -- | ---------------------- | ----- | ------------------ |
| 13 | Stati Uniti (bandiera) | A     | Phillip Gyau       |
| 14 | Belgio (bandiera)      | C     | Jean Musampa       |
| 15 | Canada (bandiera)      | A     | Gustavo Echevarria |
| 16 | Canada (bandiera)      | D     | Jason de Vos       |
| 17 | Canada (bandiera)      | C     | Kevin Holness      |
| 18 | Algeria (bandiera)     | C     | Ibrir Otmane       |
| 19 | Canada (bandiera)      | C     | Abdel Sahrane      |
| 20 | Canada (bandiera)      | A     | Mauro Biello       |
| 21 | Canada (bandiera)      | D     | Anthony Primiani   |
| 22 | Canada (bandiera)      | P     | Daniel Courtois    |
| 23 | Canada (bandiera)      | D     | Nevio Pizzolitto   |
| 29 | Canada (bandiera)      | P     | Paolo Ceccarelli   |

## Risultati

### APSL
Ogni squadra giocava 20 partite, 10 in casa e altrettante in trasferta.

#### Stagione regolare
| Montréal 1 luglio 1994 | Montréal Impact | 1 – 0 | Los Angeles Salsa | Compl. Claude-Robillard (2.865 spett.) |

| Montréal 6 luglio 1994 | Montréal Impact | 0 – 1 | Seattle Sounders | Compl. Claude-Robillard (4.481 spett.) |

| Toronto 15 luglio 1994 | Toronto Rockets | 1 – 0 | Montréal Impact | Centennial Park Stadium |

| Toronto 27 luglio 1994 | Toronto Rockets | 1 – 0 | Montréal Impact | Centennial Park Stadium |

| Montréal 29 luglio 1994 | Montréal Impact | 1 – 0 | Toronto Rockets | Compl. Claude-Robillard (3.314 spett.) |

| Toronto 31 luglio 1994 | Toronto Rockets | 0 – 3 | Montréal Impact | Centennial Park Stadium |

| Montréal 3 agosto 1994 | Montréal Impact | 2 – 0 | Los Angeles Salsa | Compl. Claude-Robillard (3.245 spett.) |

| Montréal 5 agosto 1994 | Montréal Impact | 0 – 2 | Seattle Sounders | Compl. Claude-Robillard (4.762 spett.) |

| Fullerton 7 agosto 1994 | Los Angeles Salsa | 3 – 4 | Montréal Impact | Titan Stadium |

| Montréal 10 agosto 1994 | Montréal Impact | 1 – 0 | Ft. Lauderdale Strikers | Compl. Claude-Robillard (2.122 spett.) |

| Montréal 14 agosto 1994 | Montréal Impact | 4 – 1 | Vancouver 86ers | Compl. Claude-Robillard (3.275 spett.) |

| Fort Lauderdale 17 agosto 1994         | Ft. Lauderdale Strikers | 1 – 1 (d.t.s.) | Montréal Impact | Lockhart Stadium |
| \| \| \| \| \| \| Shootout 2 – 4 \| \| |                         |                |                 |                  |
|                                        |                         |                |                 |                  |
|                                        | Shootout 2 – 4          |                |                 |                  |

| Fort Lauderdale 27 agosto 1994         | Ft. Lauderdale Strikers | 0 – 0 (d.t.s.) | Montréal Impact | Lockhart Stadium |
| \| \| \| \| \| \| Shootout 1 – 2 \| \| |                         |                |                 |                  |
|                                        |                         |                |                 |                  |
|                                        | Shootout 1 – 2          |                |                 |                  |

| Fullerton 2 settembre 1994 | Los Angeles Salsa | 0 – 1 | Montréal Impact | Titan Stadium |

| Fort Lauderdale 7 settembre 1994 | Ft. Lauderdale Strikers | 0 – 2 | Montréal Impact | Lockhart Stadium |

| Montréal 11 settembre 1994                | Montréal Impact | 1 – 1 (d.t.s.) | Colorado Foxes | Compl. Claude-Robillard (3.855 spett.) |
| \| \| \| \| \| \| Shootout 0 – 1[4] \| \| |                 |                |                |                                        |
|                                           |                 |                |                |                                        |
|                                           | Shootout 0 – 1  |                |                |                                        |

| Burnaby 14 settembre 1994 | Vancouver 86ers | 2 – 0 | Montréal Impact | Swangard Stadium |

| Denver 17 settembre 1994 | Colorado Foxes | 2 – 1 | Montréal Impact | Mile High Stadium |

| Montréal 23 settembre 1994 | Montréal Impact | 0 – 2 | Colorado Foxes | Compl. Claude-Robillard (1.850 spett.) |

| Montréal 25 settembre 1994 | Montréal Impact | 5 – 1 | Ft. Lauderdale Strikers | Compl. Claude-Robillard (2.379 spett.) |

#### Play-off
| Montréal 30 settembre 1994 Semifinali - Andata | Montréal Impact | 2 – 1 | Los Angeles Salsa | Compl. Claude-Robillard (1.961 spett.) |

| Fullerton 2 ottobre 1994 Semifinali - Ritorno | Los Angeles Salsa | 3 – 0 | Montréal Impact | Titan Stadium |

| Fullerton 2 ottobre 1994 Semifinali - Spareggio | Los Angeles Salsa | 0 – 0 Mini-gara da 30 minuti | Montréal Impact | Titan Stadium |
| \| \| \| \| \| \| Shootout 1 – 2 \| \|          |                   |                              |                 |               |
|                                                 |                   |                              |                 |               |
|                                                 | Shootout 1 – 2    |                              |                 |               |

| Montréal 15 ottobre 1994 Finale              | Montréal Impact | 1 – 0 | Colorado Foxes | Compl. Claude-Robillard (8.169 spett.) |
| \| \| \| \| \| Harbor 21’ \| Marcatori \| \| |                 |       |                |                                        |
|                                              |                 |       |                |                                        |
| Harbor 21’                                   | Marcatori       |       |                |                                        |

## Statistiche

### Statistiche di squadra
Erano assegnati 6 punti per la vittoria, 4 punti per la vittoria agli shootout, 2 punti per la sconfitta agli shootout e 0 punti per la sconfitta, più un ulteriore punto bonus per ogni gol segnato fino ad un massimo di 3 ad incontro.
| Competizione | Punti | In casa | In casa | In casa | In casa | In casa | In casa | In casa | In casa | In trasferta | In trasferta | In trasferta | In trasferta | In trasferta | In trasferta | In trasferta | In trasferta | Totale | Totale | Totale | Totale | Totale | Totale | Totale | Totale |
| Competizione | Punti | G       | V       | Vs      | Ps      | P       | Bg      | Gf      | Gs      | G            | V            | Vs           | Ps           | P            | Bg           | Gf           | Gs           | G      | V      | Vs     | Ps     | P      | Bg     | Gf     | Gs     |
| ------------ | ----- | ------- | ------- | ------- | ------- | ------- | ------- | ------- | ------- | ------------ | ------------ | ------------ | ------------ | ------------ | ------------ | ------------ | ------------ | ------ | ------ | ------ | ------ | ------ | ------ | ------ | ------ |
| APSL         | 93    | 10      | 6       | 0       | 1       | 3       | 12      | 15      | 8       | 10           | 4            | 2            | 0            | 4            | 11           | 12           | 10           | 20     | 10     | 2      | 1      | 7      | 23     | 27     | 18     |
| Play-off     |       | 2       | 2       | 0       | 0       | 0       |         | 3       | 1       | 2            | 0            | 1            | 0            | 1            |              | 0            | 3            | 4      | 2      | 1      | 0      | 1      |        | 3      | 4      |
| Totale       |       | 12      | 8       | 0       | 1       | 3       |         | 18      | 9       | 12           | 4            | 3            | 0            | 5            |              | 12           | 13           | 24     | 12     | 3      | 1      | 8      |        | 30     | 22     |

### Statistiche dei giocatori
| Giocatore     | APSL     | APSL | APSL        | APSL       |
| Giocatore     | Presenze | Reti | Ammonizioni | Espulsioni |
| ------------- | -------- | ---- | ----------- | ---------- |
| L. Barker     | 23       | 7    | 3           | -          |
| M. Biello     | 17       | 2    | 1           | -          |
| E. Concina    | 12       | 1    | 6           | 1          |
| P. Ceccarelli | 2        | 0    | -           | -          |
| D. Courtois   | 0        | 0    | -           | -          |
| N. Dasovic    | 22       | 1    | 4           | -          |
| N. De Santis  | 21       | 2    | 7           | 1          |
| J. de Vos     | 20       | 0    | 2           | -          |
| P. Diotte     | 24       | 0    | 3           | -          |
| R. Doliscat   | 7        | 1    | 2           | -          |
| G. Echevarria | 4        | 1    | -           | -          |
| P. Ferri      | 21       | 0    | 3           | -          |
| P. Gyau       | 8        | 1    | 1           | 1          |
| J. Harbor     | 21       | 10   | 6           | -          |
| P. Harrington | 23       | -22  | -           | -          |
| K. Holness    | 14       | 0    | 1           | -          |
| I. Otmane     | 7        | 0    | 1           | -          |
| J. Limniatis  | 22       | 1    | 5           | -          |
| J. Musampa    | 0        | 0    | -           | -          |
| G. Needham    | 0        | 0    | -           | -          |
| N. Pizzolitto | 0        | 0    | -           | -          |
| A. Primiani   | 1        | 0    | -           | -          |
| M. Rizi       | 20       | 2    | 4           | 2          |
| A. Sahrane    | 16       | 0    | 2           | -          |